# Vila Longa
Vila Longa era una freguesia portuguesa del municipio de Sátão, distrito de Viseo.

## Historia
Segregada en 1934 del territorio de la freguesia de Romãs, Vila Longa se extinguió como freguesia independiente el 28 de enero de 2013, en aplicación de una resolución de la Asamblea de la República portuguesa promulgada el 16 de enero de 2013 al unirse con las freguesias de Decermilo y Romãs, formando la nueva freguesia de Romãs, Decermilo e Vila Longa.